# Frances Ha
Pour plus de détails, voir Fiche technique et Distribution.
Frances Ha est une comédie dramatique américaine écrite, produite et réalisée par Noah Baumbach, sortie en 2012.

## Synopsis
Frances Halladay, 27 ans, vit à New York, se destine à devenir danseuse chorégraphe et dramaturge, et se forme en tant qu'élève-stagiaire dans une école de danse où elle donne des cours à des enfants tout en travaillant pour intégrer la compagnie de danse. Elle partage un appartement avec sa meilleure amie, Sophie, qui travaille dans l'édition et le conseil. Les deux jeunes femmes, qui se connaissent depuis l'université et sont parvenues à la période de la vie où l'on est censé avoir trouvé sa voie et se fixer, partagent en gamines une relation quasi fusionnelle, à tel point que Francès rompt avec son amoureux plutôt que de quitter Sophie pour emménager chez lui, comme il le lui demande.
C'est le moment que choisit Sophie pour dégoter en colocation l'appartement de ses rêves à Manhattan, dans le quartier de TriBeCa, parmi les plus huppés, chers et exclusifs de New York, avec une autre amie. Frances, dont les revenus sont limités, ne peut évidemment la suivre. Elle entre dans une période de doute et de désarroi, qui bascule dans une forme de dépression. Faute de moyens financiers, il lui est impossible de conserver seule l'appartement. Désormais sans réel chez soi, elle passe de logement en logement, dans des quartiers de seconde zone situés à l'est de Brooklyn, et des conditions de location et d'occupation plus ou moins précaires.
Elle tente une colocation avec deux garçons sympathiques qu'elle a rencontrés dans une soirée, mais apprend bientôt que la troupe de danse n'a pas retenu sa candidature, ce qui la prive du revenu espéré nécessaire à la poursuite de sa deuxième colocation. Tirant le diable par la queue, elle se nourrit grâce aux invitations à des soirées mondaines, tentant de cacher son échec et sa pauvreté, qui ressortent cependant naturellement. Son complexe d'infériorité grandit. Si elle tente de se faire d'autres amis, bien qu'appréciée, elle peine à trouver sa place parmi eux, multiplie les maladresses et ne retrouve pas l'atmosphère de complicité chaleureuse qui l'unissait à Sophie. Celle-ci, de plus en plus distante, l'évite et c'est par des amis communs qu'elle découvre son départ imminent et définitif pour le Japon avec son compagnon Patch. Bien que fauchée, Francès s'endette et part sur un coup de tête pour un week-end dans la capitale française. Là-bas, son amie l'appelle pour l'informer de son départ imminent et l'invite au pot d'adieu que le couple organise le soir-même. Francès lui cache sa présence à Paris, son renvoi de la compagnie de danse, mais souhaite au couple tout le bonheur du monde.
De retour à New York, Francès se retrouve seule ; elle refuse, prétendant avoir un engagement, la place de secrétaire que la directrice artistique de la compagnie de danse, désireuse de l'aider dans l'accomplissement de son ambition de chorégraphe, lui a proposé. La nécessité lui impose finalement de prendre un travail ordinairement réservé aux étudiants dans son ancienne université où elle est logée sur le campus. C'est lors d'une de ses prestations qu'elle découvre Sophie et Patch, de passage à New-York pour affaire de famille. Sophie, visiblement malheureuse et en pleine ébriété, fait une scène à son compagnon, puis se retrouve avec Francès à qui elle révèle que son union est un véritable échec, qu'elle déteste le Japon, le formalisme et la rigidité de la famille de Patch, se languit de sa maison d'édition, et qu'elle veut tout plaquer pour revenir à Manhattan et habiter avec elle. Elle fond en larmes dans les bras de Frances. Le lendemain matin, sobre, Sophie retourne auprès de son fiancé et repart.
Francès, apaisée par ce moment de complicité avec Sophie, ne se sent plus abandonnée et consacre ses efforts à sa passion, la chorégraphie. Elle accepte la place de secrétaire proposée par la compagnie de danse, utilise la salle de répétition pour mettre au point ses propres chorégraphies. Son travail est finalement remarqué et le succès lui permet de se sentir reconnue et d'accepter la nouvelle vie de son amie. Elle retrouve la complicité qui les unissait. Elle emménage dans un appartement à elle, et glisse, dans le porte-étiquette de sa boite aux lettres, son prénom et son nom, du moins la partie qui veut bien tenir dans le cadre : « Frances Ha ».

## Fiche technique
- Titre original : Frances Ha
- Réalisation : Noah Baumbach
- Scénario : Noah Baumbach et Greta Gerwig
- Décors : Sam Lisenco
- Photographie : Sam Levy
- Montage : Jennifer Lame
- Musique : Sara Matarazzo
- Production : Noah Baumbach, Scott Rudin, Rodrigo Teixeira et Lila Yacoub
- Sociétés de production :  RT Features, Scott Rudin Productions et Pine District Pictures
- Société de distribution : IFC Films (États-Unis), Filmcoopi Zürich (Suisse), Memento Films Distribution (France)
- Budget : 3 000 000 $[1]
- Pays de production : États-Unis
- Langue originale : anglais
- Format : noir et blanc - 1.85 : 1 - Dolby Digital
- Genre : comédie dramatique
- Durée : 86 minutes
- Dates de sortie :
  - États-Unis : 1er septembre 2012 (Festival du film de Telluride)
  - États-Unis : 30 septembre 2012 (Festival du film de New York)
  - États-Unis :17 mai 2013 (sortie nationale)
  - Canada : 7 septembre 2012 (Festival international du film de Toronto) / 21 juin 2013 (sortie nationale)
  - Allemagne : février 2013 (Berlinale)
  - Belgique, France : 3 juillet 2013

## Distribution
- Greta Gerwig (VFB : Maia Baran) : Frances Halladay
- Mickey Sumner (VFB : Valérie Muzzi) : Sophie
- Michael Esper : Dan
- Adam Driver (VFB : Sébastien Hébrant) : Lev
- Michael Zegen (VFB : Grégory Praet) : Benji
- Grace Gummer : Rachel
- Patrick Heusinger : Patch
- Justine Lupe : Nessa
- Juliet Rylance : Janella
- Maya Kazan : Caroline
- Lindsay Burdge : la fille aux cheveux noirs

 Source et légende : Version française (V.F.) sur Carton de doublage T.V.

## Production

### Scénario
L'idée du film nait lors d'une discussion entre Greta Gerwig, sa co-scénariste et actrice principale, et le réalisateur, Noah Baumbach, qui l'a déjà dirigée sur le film Greenberg. Ils écrivent ensuite conjointement le scénario en communiquant par courrier électronique, sans travailler physiquement en présence l'un de l'autre, pendant un an. Le personnage de Francès est développé en même temps que l'histoire, les scénaristes se proposant des idées sur son caractère, idées qui nourrissent le scénario.
Greta Gerwig souhaitait faire un film sur la fin d'une amitié car ce sujet est peu traité en chanson ou au cinéma : « Pour une rupture amoureuse il y a des millions de chansons, c'est comme si le monde entier vous disait “Oui, c'est dur”. Mais quand on s'éloigne de sa meilleure amie il n'y a rien, il n'y a pas de mot... ». Durant l'écriture, des situations où Frances vivrait des histoires amoureuses ou une plus grande implication de sa famille sont envisagées puis abandonnées : le réalisateur considère en effet que le personnage de Sophie « incarn[e] » déjà, pour Frances, ces aspects de sa vie, notamment car elle est à un âge (27 ans) où on est plus concentré sur son cercle d'amis que sur sa famille.
Sans que le film soit autobiographique, Noah Baumbach y a mis des éléments de sa vie personnelle : l'université où vient travailler Frances Ha est celle où il a fait ses études, les convives de la séquence du dîner sont des acteurs professionnels mais aussi des amis du réalisateur dont il se sent proche.
L'idée de structurer le film en chapitres qui représentent les différentes adresses où vit l'héroïne est présente dès le scénario, car ces lieux « donnent une indication sur ce personnage qui déménage sans cesse ». Le réalisateur souhaite montrer son amour pour la ville de New York où il déplore qu'il devienne difficile de vivre avec peu de moyens et de « se trouver » comme elle cherche à le faire.

### Réalisation
Noah Baumbach souhaite dès le départ tourner en noir et blanc. Ce choix esthétique vise à apporter au film « du classicisme, de l'élégance et de la romance. » C'est aussi une manière de faire référence à des films plus anciens alors qu'il estime raconter « quelque chose de très contemporain et moderne ». Il souhaite faire ainsi passer l'idée d'un film paradoxal, ancien et nouveau à la fois où la joie et la tristesse peuvent arriver en même temps.
Le réalisateur souligne que la société de production, RT Features, lui a fait pleinement confiance pour faire ce film dans les conditions qu'il demandait, ce en quoi il juge avoir eu de la chance. Le film a été financé de manière à pouvoir travailler sur une assez longue période.

### Musique
Le réalisateur a utilisé différentes chansons pop, dont Rocks Off des Rolling Stones, Blue Sway de Paul McCartney et Every 1's A Winner de Hot Chocolate. La bande-son comporte de nombreuses références au cinéma français : plusieurs musiques de film de Georges Delerue sont créditées au générique, ainsi qu'un morceau de Jean Constantin et un autre de Antoine Duhamel. D'autre part, une scène du film, lors de laquelle Greta Gerwig court dans les rues de New York au son de Modern Love, la chanson de David Bowie, est un hommage au film Mauvais Sang de Leos Carax, dans lequel Denis Lavant court dans les rues de Paris au son de cette même chanson.

## Box-office
Distribué dans quatre salles aux États-Unis, Frances Ha démarre à la vingt-cinquième position du box-office avec 204 701 $ de recettes en première semaine, dont 137 398 $ en week-end, la moyenne des recettes par salles pour sa première semaine atteignent 51 175 $, dont 34,350 $ en week-end. Le nombre de salles augmente au fil des semaines de présence à l'affiche, passant de 60 à 233 salles, permettant au film d'obtenir un taux de fréquentation en salles en hausse, atteignant le million de $ de recettes en deuxième semaine et d'atteindre jusqu'à la douzième place des meilleures recettes. Après plus de douze semaines et demie, Frances Ha franchit le cap des 4 000 000 $ de recettes, score équivalent à celui de Greenberg, précédent film du duo Baumbach/Gerwig, qui a fini son exploitation à 4 234 170 $ sur le territoire américain. À l'étranger, Frances Ha rapporte 4 885 531 $, portant le total des recettes mondiales à 8 955 357 $.
En France, distribué dans 84 salles, Frances Ha constitue un relatif succès commercial, occupant la onzième position du box-office avec 56 547 entrées pour sa première semaine, avant d'atteindre la dixième place en seconde semaine avec 39 461 entrées supplémentaires, portant le cumul à 96 008 entrées. En troisième semaine et dû à un bouche-à-oreille favorable, Frances Ha atteint les 130 000 entrées, bien que le taux de fréquentation baisse mais lentement, permettant de rencontrer un succès dans le salles art et essai, où le long-métrage marche le mieux dans ces salles,, allant jusqu'à atteindre les 200 000 entrées, après une augmentation de salles (passant de 84 à 120-150 salles).

## Récompenses et distinctions

### Nominations
- Festival du film de Sydney 2013 : sélection « Special Presentations at the State »
- British Independent Film Awards 2013 : meilleur film indépendant international

- Critics' Choice Movie Awards 2014 : meilleure actrice dans une comédie pour Greta Gerwig
- Golden Globes 2014 : meilleure actrice dans un film musical ou une comédie pour Greta Gerwig
- Independent Spirit Awards 2014 : meilleur film